# Guy Brasseur
Guy Pierre Brasseur (Ukkel, 19 juni 1948) is een Belgisch wetenschapper en voormalig volksvertegenwoordiger.

## Levensloop
In 1971 behaalde Guy Brasseur het diploma van ingenieur in de toegepaste fysica aan de ULB. In 1974 behaalde hij aan dezelfde universiteit het diploma van ingenieur in telecommunicatie en elektronica en in 1976 werd hij aan de ULB doctor in de toegepaste wetenschappen. Van 1971 tot 1976 werkte hij als onderzoeksassistent aan het Belgisch Instituut voor Ruimte-aeronomie. Van 1976 tot 1985 was hij aspirant aan het Nationaal Fonds voor Wetenschappelijk Onderzoek, waar tijdens zijn lidmaatschap van de Kamer met politiek verlof was, en van 1985 tot 1988 was er gekwalificeerd onderzoeker.
Brasseur werd lid van het FDF en werd voor deze partij van 1977 tot 1981 voor het arrondissement Brussel lid van de Kamer van volksvertegenwoordigers. Hij was tevens lid van de assemblee van de Raad van Europa en van 1971 tot 1988 was hij eveneens gemeenteraadslid van Ukkel.
Nadat hij de politiek had verlaten om de voorrang te geven aan zijn wetenschappelijke carrière, werd Brasseur in 1988 wetenschapper bij de staf van het Nationaal Centrum voor Atmosferisch Onderzoek (NCAR) in de Verenigde Staten, waar hij van 1989 tot 1990 adjunct-directeur was. Vanaf 1990 was hij aan het NCAR hoofd van de divisie Atmosferische Chemie. Daarnaast was hij van 1992 tot 1996 hoofdredacteur van de Journal of Geophysical Research en van 1994 tot 2001 voorzitter van het IGAC-project van het International Geosphere-Biosphere Program (IGBP).
Vervolgens was hij van 1999 tot 2006 directeur van het Meteorologisch Instituut van de Hamburgse afdeling van het Max Planckinstituut en van 2002 tot 2005 voorzitter van het wetenschappelijk comité van het IGBP. Tussen 2006 en 2009 was hij geassocieerd directeur van het NCAR en hoofd van het Earth and Sun Laboratory. Hij werd daarna tot 2014 directeur van het in 2009 opgerichte Clima Service Center Germany, een nationale instelling, eveneens in Hamburg. In juni 2014 werd hij senior wetenschapper en projectleider verbonden aan het Max Planckinstituut.
In 2004 was hij korte tijd kandidaat om de leiding te nemen van het Belgisch Instituut voor Ruimte-aeronomie. De selectievoorwaarden werden echter door hem aangeklaagd en hij trok zijn kandidatuur in.